# 刺白蚁属
刺白蚁属（学名：Acanthotermes）是白蚁科下的一个属。

## 下属物种
本属包括以下物种：
- 棘胸刺白蚁 Acanthotermes acanthothorax (Sjöstedt, 1898)